# Glympis historialis
Glympis historialis là một loài bướm đêm trong họ Erebidae.